# أبيل كزافيي
أبيل كزافيي (بالبرتغالية: Abel Xavier‏) لاعب كرة قدم برتغالي سابق لعب لعدة أندية أوروبية بين 1990 و 2008 و لمنتخب البرتغال لكرة القدم. يشغل حاليا منصب مدرب منتخب الموزمبيق لكرة القدم. اشتهر كزافيي بتسريحة شعره الشقراء، كما أعلن إسلامه عن سن 37 سنة لما كان في الإمارات العربية المتحدة.

## مسيرته الكروية
لعب أبيل كزافيي خلال مسيرته الاحترافية مع 12 ناديًا في اثنين وعشرين موسمًا وسجل خلالها 13 هدفًا ضمن 331 مباراة. حيث فاز في موسم واحد بالكأس وفي موسم واحد بالدوري.
خاض أبيل كزافيي مسيرته مع نادي إستريلا دا أمادورا في موسم 1989–90 ليلعب معه أربعة مواسم، مشاركًا في 86 مباراة سجل خلالها 5 أهداف. ثم انتقل إلى نادي بنفيكا في موسم 1993–94 ولمدة موسمين، حيث شارك في 46 مباراة سجل خلالها 4 أهداف. لينتقل بعدها إلى نادي باري في موسم 1995–96 لمدة موسم واحد، مشاركًا في 8 مباريات ولم يسجل أي هدف. ثم انتقل إلى نادي ريال أوفييدو في موسم 1996–97 ولمدة موسمين، مشاركًا في 58 مباراة ولم يسجل أي هدف أيضًا. هذا وانتقل لاحقًا إلى نادي آيندهوفن في موسم 1998–99 لمدة موسم واحد، مشاركًا في 19 مباراة سجل خلالها هدفين. ثم انتقل بعدها إلى نادي إيفرتون في موسم 1999–00 واستمر معه طيلة ثلاثة مواسم، مشاركًا في 43 مباراة ولم يسجل أي هدف. ليعود وينتقل من جديد، لكن هذه المرة إلى نادي ليفربول في موسم 2001–02 ولمدة موسمين، مشاركًا في 14 مباراة سجل خلالها هدفًا واحدًا. لينتقل بعدها إلى نادي غلطة سراي في موسم 2002–03 لمدة موسم واحد، مشاركًا في 11 مباراة ولم يسجل أي هدف. ثم لعب في نادي هانوفر 96 في موسم 2003–04 لمدة موسم واحد، مشاركًا في 5 مباريات ولم يسجل أي هدف أيضًا. ليعود ويرتحل عنه إلى نادي روما في موسم 2004–05 لمدة موسم واحد، مشاركًا في 3 مباريات ولم يسجل أي هدف أيضًا. ثم انتقل إلى نادي ميدلزبره في موسم 2005–06 ولمدة موسمين، مشاركًا في 18 مباراة سجل خلالها هدفًا واحدًا. لينتقل بعدها إلى نادي لوس أنجلوس غلاكسي في عامي 2007-2009 ولمدة موسمين، مشاركًا في 20 مباراة ولم يسجل أي هدف.

## روابط خارجية
- أبيل كزافيي على موقع الاتحاد الدولي (مؤرشف)  (الإنجليزية)
- أبيل كزافيي على موقع الاتحاد الأوربي (الإنجليزية)
- أبيل كزافيي على موقع اتحاد تركيا (لاعب) (الإنجليزية)
- أبيل كزافيي على موقع الدوري الأمريكي (الإنجليزية)
- أبيل كزافيي على موقع قاعدة بيانات كرة القدم.إي يو (الإنجليزية)
- أبيل كزافيي على موقع بيانات كرة القدم. دي إي (الألمانية)
- أبيل كزافيي على موقع ليكيب (الفرنسية)
- أبيل كزافيي على موقع ناشيونال فوتبول تيمز (الإنجليزية)
- أبيل كزافيي على موقع Soccerbase.com (لاعب) (الإنجليزية)
- أبيل كزافيي على موقع عالم كرة القدم.نت (الإنجليزية)